# Donji Čevljanovići
Donji Čevljanovići (en serbe cyrillique : Доњи Чевљановићи) est un village de Bosnie-Herzégovine. Il est situé dans la municipalité d'Ilijaš, dans le canton de Sarajevo et dans la fédération de Bosnie-et-Herzégovine. Selon les premiers résultats du recensement bosnien de 2013, il compte 95 habitants.

## Histoire
Sur le territoire du village se trouve la nécropole de Mramorje, qui abrite 39 stećci, un type particulier de tombes médiévales ; ce site est inscrit sur la liste des monuments nationaux de Bosnie-Herzégovine.

## Démographie

### Évolution historique de la population
| 1948 | 1953 | 1961 | 1971 | 1981 | 1991 | 2013 |
| ---- | ---- | ---- | ---- | ---- | ---- | ---- |
| -    | -    | 79   | 73   | 133  | 85   | 95   |

|  |

### Communauté locale
En 1991, la communauté locale de Donji Čevljanovići comptait 608 habitants, répartis de la manière suivante :